# 五所神社 (山武市)
五所神社（ごしょじんじゃ）は、千葉県山武市蓮沼（上総国武射郡）にある神社。旧社格は郷社。
天照大神を主祭神とし、誉田別尊・天児屋根命・表筒男命・素登織姫命、の5神を祀る。

## 歴史
承安元年（1171年）の創建と伝えられ、治承4年（1180年）には石橋山の戦いに敗れた源頼朝がしばらくこの地にとどまり武運長久国土安泰を祈願したといわれ、中世以降は上総国山辺荘（山辺郡）の総社であった。
天正年間（1573年～1592年）に社殿を造営、下総芦戸に封じられた木曾氏と当社の神官に縁故があったことから造営資金の提供を受けたといわれている。その後台風で倒壊し、現在の本殿は正徳元年（1711年）12月の再建である。桃山時代の遺風を残す建造物で、唐破風・千鳥破風、入母屋造、屋根は栩葺き、多くの平面的な彫刻を配している点は他に類例が少なく千葉県の有形文化財に指定されている。拝殿には宝暦11年（1761年）の棟札が残る。
享保2年（1717年）神祇官より正一位の神階を贈られ、明治5年（1872年）旧称の「五所大権現」を五所神社と改め、大正11年（1922年）郷社に列した。

## 行事
毎年2月の第3日曜日に奉納される「十二面神楽」が有名である。この神楽は、出羽山形藩主だった堀田正亮が、延享3年（1746年）に曽祖父堀田正盛の旧領佐倉に戻れた喜びとして五所神社へご供米40俵を奉納し、その返礼として近隣の神官が堀田氏の武運長久と氏子の安全を祈願し、五所神社神前で神楽を奉納したのが始まりといわれている。

## その他
昔からの、言い伝え。十二面神楽の際、吹く風にあたると、風邪をひかない。（病気をしない。）と、言われている。
本殿大修理が行われ、その後の写真が以下の、外部リンクにある、五所神社本殿である。
その際、本殿に、御神体を運び入れたのは、秋葉博という方である。
九十九里浜の中央とされる「箭挿（やさし）神社」（神社とはいっても実際は祠である）は五所神社が管理している。
また、北東側に約2キロメートル離れて四社神社があり、南西側には約3キロメートル離れて大宮神社がある。

## 交通
- JR東日本総武本線横芝駅から千葉交通バス蓮沼循環、五所神社下車